# 球花栒子
球花栒子（学名：Cotoneaster glomerulatus）是蔷薇科栒子属的植物，为中国的特有植物。分布在中国大陆的云南等地，生长于海拔2,000米至2,600米的地区，常生长在山坡以及河谷疏林中，目前尚未由人工引种栽培。